# El Projecte Galileu

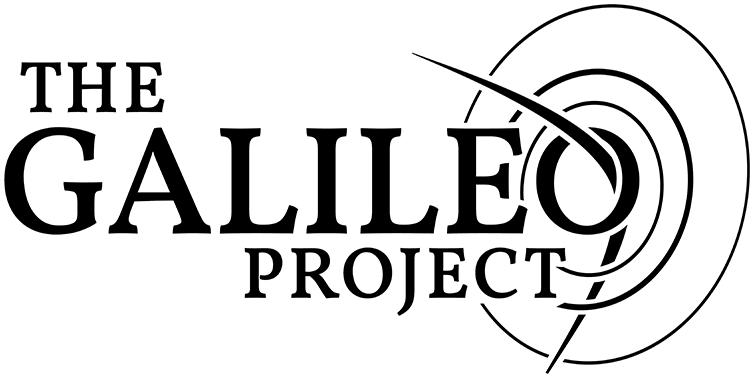
Logotip del projecte Galileu

El Projecte Galileu (The Galileo Project) és un projecte de recerca científica que té l'objectiu de trobar evidències de tecnologia extraterrestre a la Terra o als seus voltants, així com identificar-ne la naturalesa dels anomenats fenòmens aeris no identificats (UAP).
El projecte va ser creat l'any 202 per Abraham Loeb, qui és Professor of Science a la Universitat Harvard i director de l'Institut de Teoria i Computació del Centre d'Astrofísica.

## Antecedents

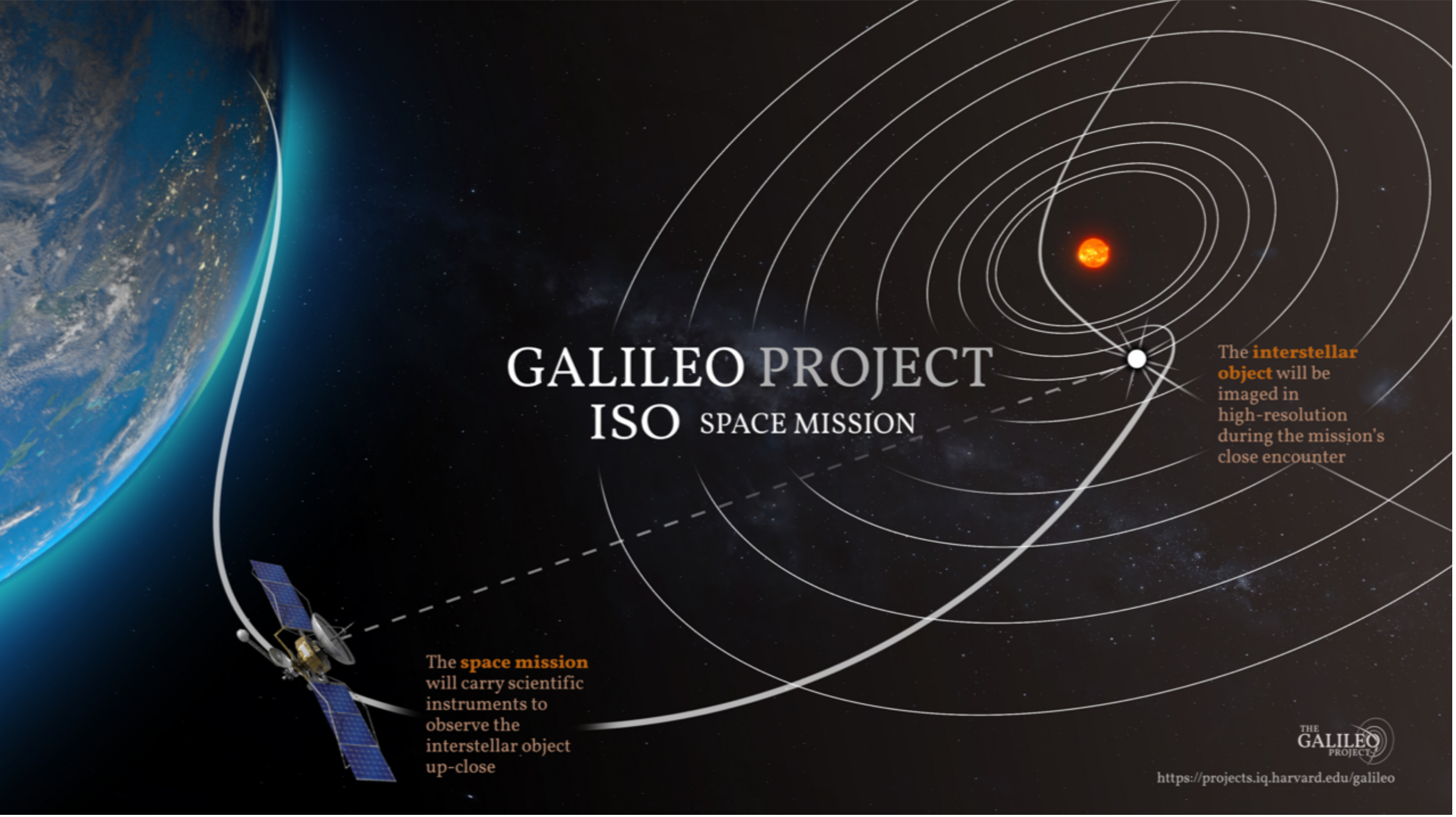
Simulació d'una missió espacial d'exploració d'un objecte interestel·lar candidat del tipus Oumuamua.

El naixement del projecte es va produir poc després que l'oficina del director d'intel·ligència del Pentàgon informés de suposats albiraments d'aeronaus i altres artefactes amb trajectòries no explicades, i que l'administrador de la NASA, Bill Nelson, afirmés que calia una l'anàlisi científica d'aquests fenòmens. Va ser llavors que Avi Loeb suggerí la NASA un projecte científic amb aquest objectiu, però no va tenir resposta. Amb tot, el projecte començà el 26 de juliol de 2021 amb l'ajut de donacions privades. El nom del projecte s'escollí en referència a l'astrònom italià Galileo Galilei i els seus innovadors descobriments.
De fet, la idea primigènia del projecte neix el 2017, quan Avi Loeb va guanyar atenció mediàtica amb l'estudi del primer objecte interestel·lar conegut: l'Oumuamua. Loeb va detectar-ne diverses anomalies en la trajectòria de l'objecte mentre s'aproximava al Sol. Analitzades les dades, va proposar que podria tractar-se d'una sonda construïda per una tecnologia extraterrestre i no d'un cometa, com apuntava el gruix de la comunitat científica. Els estudis que realitzà es van publicar en revistes científiques vàries i en Loeb va aparèixer sovint als mitjans audiovisuals. Al capdavall, escrigué el llibre Extraterrestre: El primer signe de vida intel·ligent més enllà de la Terra, en què explicà per al públic general les conclusions sobre l'objecte Oumuamua. Loeb ha afirmat que, d'acord amb les dades obtingudes sobre Oumuamua, és molt més plausible que l'objecte sigui de construcció extraterrestre que un tros de roca interestel·lar.

#### Membres
L'equip del Projecte Galileu inclou diferents científics que treballen de manera voluntària des de 2021 a universitats d'arreu del món, com ara  Caltech, la Universitat de Cambridge, la Universitat Harvard, Princeton, la Universitat d'Estocolm i la Universitat de Tòquio entre d'altres. El projecte també inclou "professionals afiliats que ofereixen coneixements i aportacions útils a l'equip de recerca", i membres d'un "Consell Assessor Científic" i un "Consell Assessor Filantròpic".

#### Finançament
El Projecte Galileu no té ànim de lucre, per la qual cosa les activitats són finançades amb donacions, havent-hi aconseguit un total d'1,8 milions de dòlars des de 2021. Alguns dels principals finançadors són Frank Laukien, director general de Bruker Corporation i William A. Linton, fundador de Promega Corporation. El setembre de 2022 es va anunciar un finançament addicional que cobreix els costos d'una expedició per recuperar fragments de l'objecte interestel·lar CNEOS 2014-08-01.
Loeb ha afirmat que es necessiten uns 100 milions de dòlars per a poder desenvolupar el projecte d'identificar la naturalesa de les UAP. Respecte a la potencial creació d'una missió espacial per interceptar objectes interestel·lars, el mateix Loeb advertí que el pressupost podria ascendir als 1.000 milions de dòlars.

#### Resposta en la comunitat científica
El naixement projecte va obtenir una cobertura mediàtica important. Va ser aplaudit per molts, inclosos els científics, i va tenir l'interès de les xarxes socials, especialment per part de persones interessades en el fenomen ovni. Un article de l'NBC News va descriure el projecte com "el tipus d'investigació que molts han demanat després de la publicació de l'informe d'intel·ligència del Pentàgon al juny [2021]".
Amb tot, també hi ha hagut importants dubtes i crítiques. La mala reputació de la "qüestió OVNI" des dels anys 1970 va provocar rebuig en bona part de la comunitat científica en conèixer el projecte. Així, alguns astrònoms estan preocupats perquè l'astronomia i la recerca d'intel·ligència extraterrestre (SETI) es vegin soscavats per iniciatives com el projecte Galileu. La mateixa revista Science publicà un article titulat "Activitat Paranormal: Per què l'astrofísic de la Universitat Harvard Avi Loeb treballa amb els ardents creients dels ovnis? També l'astrònom sènior de l'Institut SETI, Seth Shostak, ha descrit la idea de trobar artefactes extraterrestres en les proximitats de la Terra com la cerca de "sirenes o unicorns". No obstant això, Shostak també va afirmar que la comunitat astronòmica hauria d'agrair l'esforç d'en Loeb i el coratge "d'anar on pocs gosarien anar-hi".

## Objectius del projecte
L'objectiu del projecte Galileu és la cerca de signatures tecnològiques extraterrestres a partir d'observacions i investigacions científiques transparents, validades i sistemàtiques. Es tracta d'un projecte complementari al SETI tradicional, el qual està més enfocat a la cerca de senyals electromagnètics. Dins d'aquest objectiu general, el projecte Galileu ha definit dos objectius específics: 
- Examinar el possible origen extraterrestre dels fenòmens aeris no identificats (UAP). Aquest objectiu es realitza fent observacions a l'interior o a prop de l'atmosfera terrestre, filtrant els potencials objectes a través de l'ús d'algorismes d'aprenentatge d'intel·ligència artificial. Aquests algorismes s'encarreguen de la classificació rigorosa dels objectes coneguts i d'examinar la naturalesa de les dades obtingudes a la cerca d'anomalies.
- Entendre els orígens dels objectes interestel·lars (ISO) que presenten característiques que difereixen dels asteroides i cometes típics, com ara l'Oumuamua, mitjançant estudis astronòmics i atmosfèrics.

Independentment que el Projecte Galileu descobreixi o no proves de l'existència de tecnologia extraterrestre, reunirà un important conjunt de dades que serviran per poder descobrir nous objectes interestel·lars i anomalies atmosfèriques naturals que podran donar resposta a molts dels UAP no explicats.

## Activitats

### Obtenció d'imatges de UAP en alta resolució
Una de les activitats del projecte és poder conèixer la naturalesa d'aquests fenòmens a través d'una xarxa de telescopis de mida mitjana i alta resolució, a més de matrius de detectors amb càmeres i sistemes informàtics adequats, distribuïts en llocs seleccionats del planeta. Les dades obtingudes estaran obertes al públic per poder dur a terme una l'anàlisi científica seriosa i  transparent.
Està previst que el desenvolupament d'una IA específica elabori algorismes que puguin diferenciar els fenòmens atmosfèrics corrents (globus, drons comercials o de consum) dels potencials objectes tecnològics d'origen extraterrestre, com ara satèl·lits o sondes espacials. Amb l'objectiu d'aconseguir una imatge d'alt contrast, cada telescopi formarà part d'una matriu de detectors que inclou: radars, radars Doppler, radars d'obertura sintètica d'alta resolució i telescopis d'infrarojos.
Avi Loeb ha afirmat que, fins ara, "la cerca d'intel·ligència extraterrestre s'ha basat en la idea que els extraterrestres es comuniquen mitjançant emissions de ràdio", però "es tracta d'una tecnologia que els humans han utilitzat durant poc més d'un segle i que els extraterrestres avançats poden haver deixat enrere fa molt de temps". Per aquest motiu, Loeb assenyala que la millor estratègia és la cerca d'artefactes o sondes que una potencial civilització extraterrestre hagués enviat al sistema solar.

### Estudi d'objectes interestel·lars

L'Observatori Vera C. Rubin a Cerro Pachón, Xile. (en construcció).

El grup de recerca del Projecte Galileu també utilitzarà estudis astronòmics, com ara els previstos al futur telescopi de l'Observatori Vera C. Rubin, per descobrir i conèixer les propietats dels potencials visitants interestel·lars al sistema solar. Està previst que quan l'observatori entri en funcionament podrà detectar diversos objectes interestel·lars per cada mes. Altrament, en col·laboració amb agències espacials, es dissenyarà una missió per al llançament d'una nau per interceptar objectes interestel·lars inusuals com l'Oumuamua.

### Satèl·lits de civilitzacions extraterrestres
La tercera activitat és la cerca de sondes o satèl·lits extraterrestres de mida reduïda (1 metre o menys) que puguin estar explorant la Terra; per exemple, en òrbites polars a uns pocs centenars de quilòmetres per sobre superfície terrestre. Aquesta exploració pot ser factible a través de l'Observatori Vera Rubin. Igual que la NASA, el projecte Galileu vol aprofitar els satèl·lits d'observació de la Terra per l'estudi dels UAP, en especial les dades recollides per satèl·lits miniatura utilitzats per l'empresa Planet Labs.
La hipòtesi de treball és que un objecte extraterrestre podria restar en una òrbita geosíncrona des de fa milions d'anys sense haver-se detectat. Així, es podria trobar el material intacte i restes de potencials sondes, encara que hagin sofert múltiples col·lisions al llarg del temps. Amb els nous sistemes de detecció seria possible confirmar l'existència d'aquest tipus d'objectes, gràcies al fet que qualsevol objecte de mida petita amb un alt albedo emet reflexos periòdicament.

## Objecte CNEOS 2014-01-08

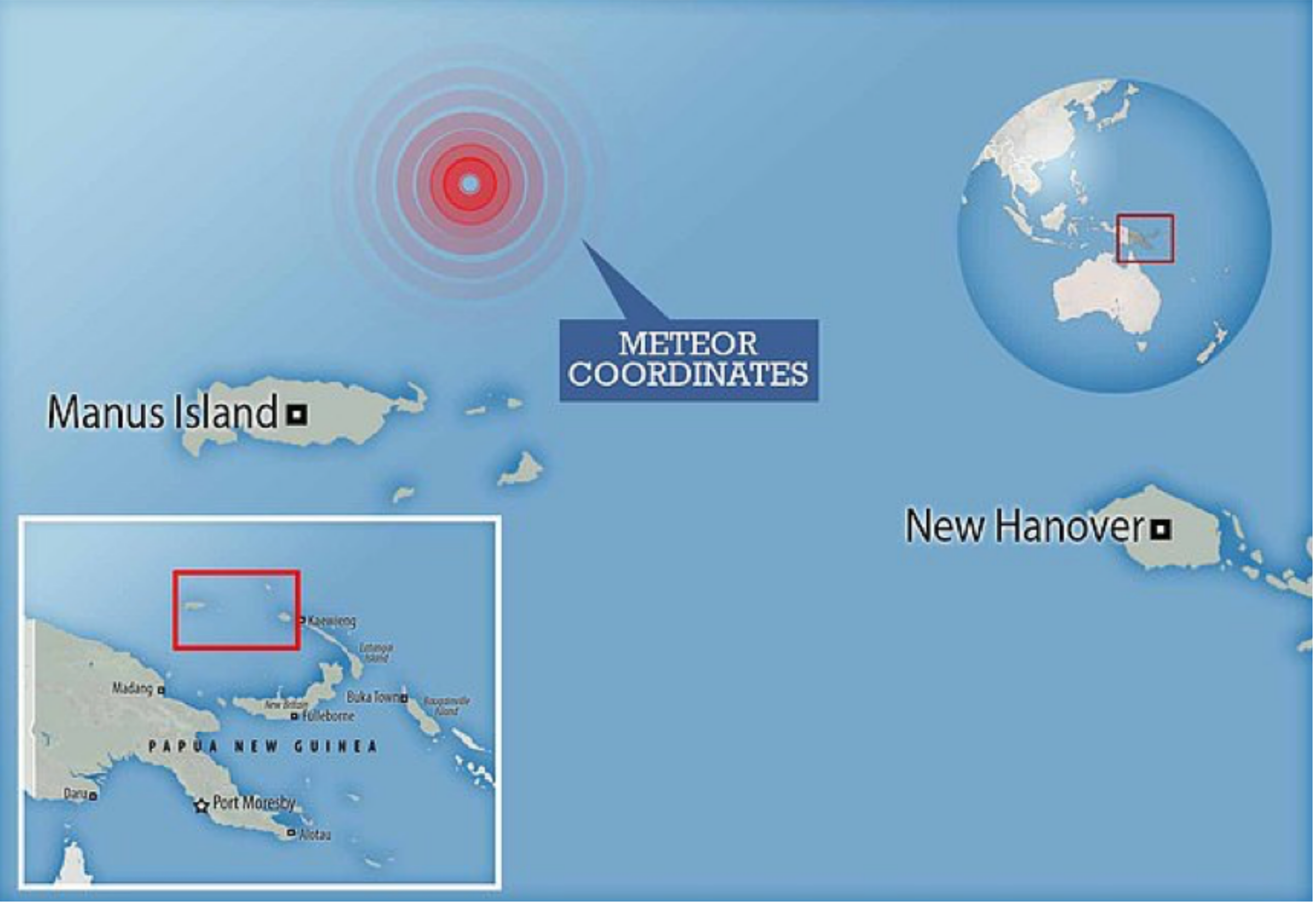
Localització de l'objecte CNEOS 2014-01-08 (IM1), objectiu d'un dels estudis del Projecte Galileu.

El Projecte Galileu es va interessar pel meteor de CNEOS 2014-01-08 (també conegut com a IM1), que impactà l'oceà Pacífic prop de Papua Nova Guinea el 2014.
Avi Loeb i el seu col·lega Amir Siraj van afirmar que aquest objecte presentava algunes característiques força estranyes, com ara la seva composició i la velocitat observada. Aquest fet els portà a afirmar que l'objecte podria tenir un origen interestel·lar. Amb tot, la comunitat científica es va mantenir escèptica, fins i tot després que el Comandament Espacial dels Estats Units confirmés les dades amb els seus sensors. Poc després, Loeb va anunciar que filantrops privats estaven finançant una expedició per estudiar la regió de l'impacte amb un trineu magnètic que batria el fons marí.
L'any 2023, Loeb va anunciar el descobriment d'una peça anòmala de filferro ondulat de 8 mil·límetres de llarg, designat "ISI-2". L'anàlisi de fluorescència de raigs X va determinar que estava compost principalment de manganès i platí, materials utilitzats habitualment en la fabricació d'elèctrodes de laboratori resistents a la corrosió. Tanmateix, la composició relativa dels elements del cable era significativament diferent. La comunitat científica va continuar mantenint-se escèptica respecte de totes les afirmacions fetes, tant respecte a l'origen interestel·lar del meteor era interestel·lar, l'amaratge a l'oceà i la recuperació dels fragments. Al capdavall, el New York Times publicà un article en què afirmava que les dades sísmiques en què Loeb s'havia basat per l'estimació de l'impacte del meteor no eren el resultat d'un impacte, sinó del trànsit proper de vehicles pesants.